# Online opslagdienst
Bij een online opslagdienst worden bestanden in de cloud bewaard. Het tegenovergestelde is lokale opslag.
De consument kan documenten, foto's, video's in een opslagdienst bewaren. Ook kan hij of zij zich zowel bij een gratis als betaalde opslagdienst registreren. Voorbeelden van opslagdiensten zijn Dropbox, Google Drive en OneDrive.

## Overzicht bekende online opslagdiensten
| Naam                        | Standaard gratis opslagruimte | Bestandslimiet | Platform                                                     | Ontwikkelaar                  | Opmerking |
| --------------------------- | ----------------------------- | -------------- | ------------------------------------------------------------ | ----------------------------- | --- |
| Alibaba Cloud               | 2 TB                          |                |                                                              |                               | |
| Box                         | 10 GB                         | 250 MB         | Windows, Mac, iOS                                            |                               | 50 GB gratis voor gebruikers die voor 2 december 2011 de iOS-versie installeerden. Eveneens 50 gigabyte tijdens een actie in 2013 en 2014. |
| CrashPlan                   | -                             | Onbeperkt      | Windows, Mac, Linux, Solaris                                 | Code 42                       | Gratis versie waarbij op andere computers een back-up gemaakt wordt, lokaal en online. Betaalde versies CrashPlan+ met 10 GB, CrashPlan+ Unlimited en Family Unlimited. Bedoeld als offsite-back-updienst maar ook bruikbaar als online cloudopslagdienst. Meerdere back-upversies van hetzelfde bestand worden bewaard.                                            |
| vBoxxCloud                  | -                             | Onbeperkt      | Windows, Mac, Android, iOS, ChromeOS en internet             | vBoxx                         | Onbeperkte synchronisatiesnelheid, data opgeslagen in Nederland en geen limiet op de bestandsgrootte. |
| Dropbox                     | 2 GB                          | Onbeperkt      | Windows, Mac, Linux, Android, iOS, BlackBerry OS en internet | Dropbox                       | Uitbreidbaar naar 18 GB door vrienden uit te nodigen. Bestandslimiet via de website is 10 GB. |
| Google Drive                | 15 GB                         | 1 TB           | Windows, Mac, Android, iOS, ChromeOS en internet             | Google                        | 15 GB in totaal voor Google Fotos, Gmail en Drive. |
| iCloud                      | 5 GB                          | Onbeperkt      | Windows, Mac, iOS en internet                                | Apple                         | |
| Microsoft OneDrive          | 5 GB                          | 100 GB         | Windows, Mac, Windows Phone, iOS, Android en internet        | Microsoft                     | 18 GB extra voor gebruikers uit de periode dat OneDrive nog 25 GB aanbood, 15 GB extra voor iedereen die foto's synchroniseert via OneDrive (tot en met 2015, en voor diegenen die aangegeven hebben hun 15GB te willen behouden), 0,5 GB gratis per vriend (vriend krijgt ook 0,5 GB extra) met maximum 5 GB. Tijdelijk 30 GB tijdens een actie in september 2014. |
| OwnCloud                    | Onbeperkt                     | Onbeperkt      | Windows, Mac, Linux, Android en internet                     | KDE-team, openbrongemeenschap | Gebruikers kunnen eigen OwnCloud-server implementeren, of gebruikmaken van verschillende commerciële aanbieders van serverruimte. |
| Pogoplug                    | 5 GB                          | Onbeperkt      | Windows, Mac, iOS, Android en internet                       | Pogoplug                      | Ongelimiteerde cloudopslag bij de betaalde versie (Dienst beëindigd en offline medio 2016). Automatische back-up van iOS, Android of pc. Muziekbibliotheek, fotogalerij. Tevens is er hardware om thuis een back-up te maken, op een soort NAS. Deze is ook weer te back-uppen naar de Pogoplug Cloud.                                                              |
| Porton Private Cloudstorage | -                             | 1 TB           | Windows, Mac, Linux, Android, iOS, ChromeOS en internet      | Porton                        | Gebruikers krijgen via een eigen gekozen domeinnaam toegang tot een Synology NAS-systeem dat direct te gebruiken is. Voor een vast bedrag per maand kan gebruikgemaakt worden van Synology NAS-cloudopslagmogelijkheden. |
| SpiderOak                   | 2 GB                          | Onbeperkt      | Windows, Mac, Linux, Android, iOS en internet                | SpiderOak Inc.                | Adverteert met een Zero-Knowledge Policy door middel van end-to-end-encryptie. |
| Sync.com                    | 5 GB                          | Onbeperkt      | Windows, Mac, Android, iOS en internet                       | Sync.com Inc.                 | Adverteert met een Zero-Knowledge Policy door middel van end-to-end-encryptie. Bij het uitnodigen van vrienden ontvangt de gebruiker per vriend 1 GB extra, de vriend ook. Tegen abonnementskosten uit te breiden naar 1, 2 of 5 TB. |

## Voormalige online opslagdiensten
| Naam       | Standaard gratis opslagruimte | Bestandslimiet | Platform                                      | Ontwikkelaar       | Opmerking |
| ---------- | ----------------------------- | -------------- | --------------------------------------------- | ------------------ | --- |
| BitCasa    | 5 GB                          |                | Windows, Mac, Linux (bèta), Android en iOS    | Bitcasa Inc.       | |
| Copy       | 15 GB                         | Onbeperkt      | Windows, Mac, Linux                           | Barracuda Networks | 5 GB extra per uitgenodigde persoon. Stopgezet op 1 mei 2016. |
| RapidDrive | 10 GB                         | 300 MB         | Windows, Mac, Linux, iOS & Android            | RapidShare         | Tegen abonnementskosten uit te breiden naar 300 GB met bestandslimiet van 2 GB, of 700 GB zonder bestandslimiet.                                                                                             |
| Ubuntu One | 5 GB                          | 5 TB           | Windows, Mac, Linux, Android, iOS en internet | Canonical          | Voor elke uitgenodigde persoon die Ubuntu One-lid werd, kreeg de persoon die de uitnodigingen verzond en de persoon die op de uitnodiging inging 500MB extra gratis ruimte, tot een maximum van 25 gigabyte. |